# مروان الأصفر
مروان الأصفر، أبو خلف البصري، يقال أن اسمه هو مروان بن خاقان، تابعي، وراوي حديث نبوي من الثقات، من أهل البصرة.

## روايته للحديث النبوي
- روى عن: أنس بن مالك، وأبي وائل شقيق بْن سلمة، وصعصعة بن معاوية، وعامر الشعبي، وعبد الله بن عمر بن الخطاب، ومسروق بن الأجدع، وأبي رافع الصائغ، وأبي هريرة.
- روى عنه: جَعْفَر بْن برقان، وحرب بْن ثابت، والحسن بْن ذكوان، وخالد الحذاء، وسليم بْن حيان، وشعبة بن الحجاج، وعوف الأعرابي، وعُيَيْنَة بْن عَبْد الرحمن بْن جوشن، ومبارك بن فضالة، ومعاوية بن عبد الكريم الضال.[1]
- الجرح والتعديل: قال الآجري: «قلتُ لأبي داود: مروان الأصفر؟ قال: مروان بْن خاقان ثقة.»، ذكره ابن حبان في كتاب الثقات، روى له محمد بن إسماعيل البخاري، ومسلم بن الحجاج وأبو داود، والترمذي.[1]

## وصلات خارجية
- تحفة الأشراف بمعرفة الأطراف، فصل: مروان الأصفر أبو خلف البصريُّ، عن ابن عمر نسخة محفوظة 9 مارس 2024 على موقع واي باك مشين..